# Spectroscopie électronique
La spectroscopie électronique est une famille de méthodes spectroscopiques qui étudie les transitions, en absorption ou en émission, entre les états électroniques d'un atome ou d'une molécule. Les principales spectroscopies électroniques sont présentées ci-dessous. 

## Spectroscopie électromagnétique
La source de bombardement est un rayonnement électromagnétique. Les rayonnements électromagnétiques exploités en spectroscopie électronique vont du rayonnement visible jusqu'aux rayons X en passant par les ultraviolets proches, moyens et lointains. Les rayons visibles et ultraviolets interviennent au niveau des électrons de valence (externes) alors que les rayons X interviennent au niveau des électrons de cœur (proches du noyau). 

### Spectroscopie de transition électronique
Sous l’effet des rayons, une transition électronique a lieu au niveau des atomes et des molécules. Les principales méthodes spectroscopiques concernées sont les suivantes : 
- Spectroscopie d'absorption des rayons X atomique
- Spectroscopie de fluorescence des rayons X atomique
- Spectroscopie d’absorption ultraviolet-visible atomique
- Spectroscopie de fluorescence ultraviolet-visible atomique
- Spectroscopie d'absorption ultraviolet-visible moléculaire
- Spectroscopie de fluorescence ultraviolet-visible moléculaire

### Spectroscopie photoélectronique
Sous l’effet de bombardement avec des photons monochromatiques de rayons X ou de rayons ultraviolets surtout lointains, des électrons sont éjectés par des atomes ou des molécules. Ces électrons sont appelés photoélectrons.

## Spectroscopie électronique Auger
Sous l’effet d’un bombardement d’un atome par des électrons, des ions ou des rayons X, un électron peut être retiré d’une couche interne atomique, laissant une place vacante, qu'un électron d’une couche de plus haute énergie peut venir remplir, causant un dégagement d’énergie. Cette énergie peut :
- causer l’émission d’un photon : fluorescence X ;
- être transmise à un électron atomique qui sera éjecté de l’atome : émission d'électron Auger.

L'émission d'un électron par un atome accompagnée par le remplissage de l'emplacement vacant par un autre électron est appelée effet Auger. Les électrons intervenant dans l'effet Auger sont appelés électrons Auger. La spectoscopie exploittant cet effet est appelée spectroscopie électronique Auger (en). 
Selon le type de bombardement utilisé, trois techniques sont les plus connues :
| Nom                                                          | Nom et sigle en anglais                              | Radiation |
| ------------------------------------------------------------ | ---------------------------------------------------- | --------- |
| Spectroscopie électronique Auger (induite par des électrons) | (Electron-induced) Auger Electron spectroscopy (AES) | Électrons |
| Spectroscopie électronique Auger induite par rayons X        | X-ray induced Auger electron spectroscopy (XAES)     | Rayons X  |
| Spectroscopie électronique Auger induite par des ions        | Ion induced Auger electron spectroscopy (IAES)       | Ions      |